# Carl Rottmann

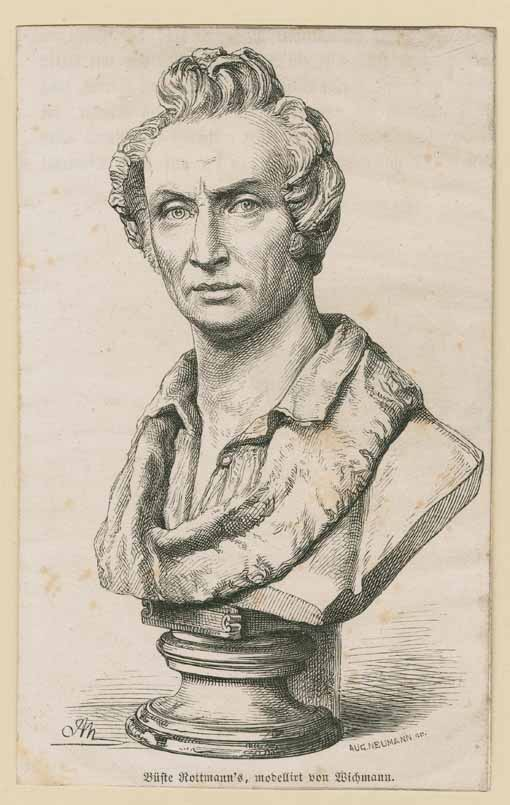
Carl Rottmann.

Carl Anton Joseph Rottmann, född den 11 januari 1797 nära Heidelberg, död den 7 juli 1850 i München, var en tysk målare, bror till Leopold Rottmann.
Rottmann var lärjunge till sin far, Friedrich Rottmann, och till porträttmålaren Christian Xeller. Han slog sig ner i München 1822, reste 1826 till Italien och 1834-35 i Grekland. Han hade börjat med små landskap från Oberbayern, tog dock tidigt intryck av Joseph Anton Kochs italienska landskap och skapade ett personligt uttryck för skildring av klassisk natur. Hans specialitet blev porträttlandskap av historiskt märkliga platser, vilkas betydelse han sökte klargöra utan symboliska tillsatser eller förklarande staffage, endast genom att tillfoga ett romantiskt stämningselement. Dylikt var helt och hållet i tidens anda, och dessa klassiska bilder blev hälsade med förtjusning. De italienska landskap (28 stycken) Rottmann målade al fresco i Hofgarten i München är så gott som ödelagda. I det ursprungliga Nya pinakoteket sågs i en särskilt för desamma byggd sal en serie av 23 grekiska landskap, målade på Ludvig I:s beställning i enkaustik och panoramaartat placerade i omsorgsfullt anordnad belysning. Där sågs Mykene, Korinth, Naxos, Marathon, Sparta, Olympia, Salamis, Aten med flera. 
Numera visas 21 av dessa målningar, varav 14 restaurerade. "Ett senare släktled står ganska kallt inför dessa en gång så beundrade bilder", skriver Georg Nordensvan i Nordisk familjeboks andra upplaga. I första upplagan heter det däremot: "På sin höjdpunkt står han i sina 23 enkaustiskt (med inbrända färger) målade grekiska landskap i Nya pinakoteket, berömda för den deri framträdande förmågan att karakterisera och gifva djupare betydelse åt naturformerna i ett landskap med historiskt namn genom ljus och luft, utan att förfalla i symbolisk spetsfundighet. Så t. ex. visar han Slagfältet vid Marathon under verkan af ett storartadt uppstigande oväder, Delos, Apollons födelseort, under belysning af en klar morgonsol. Dessa bilder, målade på puts, befinna sig i en egen sal i museet, hvilken de ensamma fylla, och äro belysta så, att det infallande ljuset träffar bilden, men icke åskådarens öga, hvarigenom verkan betydligt stegras." Rottmann var i samma museum representerad även av 10 landskap från Italien och Bayern, i Schackgalleriet av 8 målningar, dessutom i Berlins nationalgalleri, i Darmstadt och andra tyska museer.